# Réserve écologique de la Vallée-du-Ruiter
La réserve écologique de la Vallée-du-Ruiter est située à 4 km au nord-ouest de Mansonville, sur le versant des monts Sutton.  Ce territoire protège une forêt feuillue de la région écologique de Sherbrooke auquel appartient au domaine de érablière sucrière à tilleul et de l'érablière sucrière à bouleau jaune.
En 2007, la Fondation de la faune du Québec s'est associée à l'Université de Montréal dans un projet d’acquisition de connaissances sur le couguar de l'Est. L'étude a permis de d'établir, de façon irréfutable, la présence de l'espèce au Québec, en particulier sur le territoire de la réserve écologique de la Vallée-du-Ruiter.